# Grammonota culebra
Grammonota culebra là một loài nhện trong họ Linyphiidae.
Loài này thuộc chi Grammonota. Grammonota culebra được Müller & Heimer miêu tả năm 1991.